# John Lawton
Pour les articles homonymes, voir Lawton.
John Lawton est un chanteur britannique né le 11 juillet 1946 à Halifax, en Angleterre, et mort le 29 juin 2021.
Il est le chanteur du groupe du groupe "Uriah Heep" de 1976 à 1979. Il fait également partie de Lucifer's Friend et "Les Humphries singers".